# Luzonichthys kiomeamea
Luzonichthys kiomeamea là một loài cá biển thuộc chi Luzonichthys trong họ Cá mú. Loài này được mô tả lần đầu tiên vào năm 2019. Trong tiếng Rapa Nui, cụm từ kio-meamea có nghĩa là "loài cá màu đỏ ưa trốn trong hang động".

## Phân bố và môi trường sống
L. kiomeamea có phạm vi phân bố giới hạn ở Đông Nam Thái Bình Dương. Loài cá này hiện chỉ được tìm thấy tại đảo Phục Sinh, và các mẫu vật của chúng được thu thập bằng lưới kéo ở độ sâu 83 m, trong một rạn đá ngầm vá được bao quanh bởi một vũng cát lớn.

## Mô tả
Chiều dài cơ thể lớn nhất được ghi nhận ở L. kiomeamea là 4,6 cm. Vây đuôi xẻ thùy; thùy đuôi nhọn. Nửa thân trên có màu đỏ cam; màu trắng bạc ở nửa thân dưới, bao gồm ngực và bụng. Có nhiều đốm nhỏ màu đỏ cam, tập trung dày đặc ở thân trước và ở gốc vây ngực. Vây lưng có màu vàng tổng thể với các đốm đỏ cam ở giữa các gai và tia vây; rìa vây lưng có màu đỏ nhạt. Vây hậu môn màu vàng nhạt. Vây ngực và vây bụng trong suốt, riêng vây bụng có các đốm màu vàng nhạt ở giữa một số tia vây. Vây đuôi có màu vàng với viền cam trên các tia vây, cũng như ở rìa trên và dưới.
Số gai ở vây lưng: 10; Số tia vây mềm ở vây lưng: 16; Số gai ở vây hậu môn: 3; Số tia vây mềm ở vây hậu môn: 7; Số tia vây mềm ở vây ngực: 22; Số vảy đường bên: 64; Số gai ở vây bụng: 1; Số tia vây mềm ở vây bụng: 5. 